# 1957 en Colombie-Britannique
Chronologie de la Colombie-Britannique
- 1953
- 1954
- 1955
- 1956
- 1957
- 1958
- 1959
- 1960
- 1961

Cette page concerne des événements qui se sont produits durant l'année 1957 dans la province canadienne de Colombie-Britannique.

## Politique
- Premier ministre : W.A.C. Bennett.
- Chef de l'Opposition : Robert Strachan[1] du Parti social démocratique du Canada
- Lieutenant-gouverneur : Frank Mackenzie Ross
- Législature :

## Événements

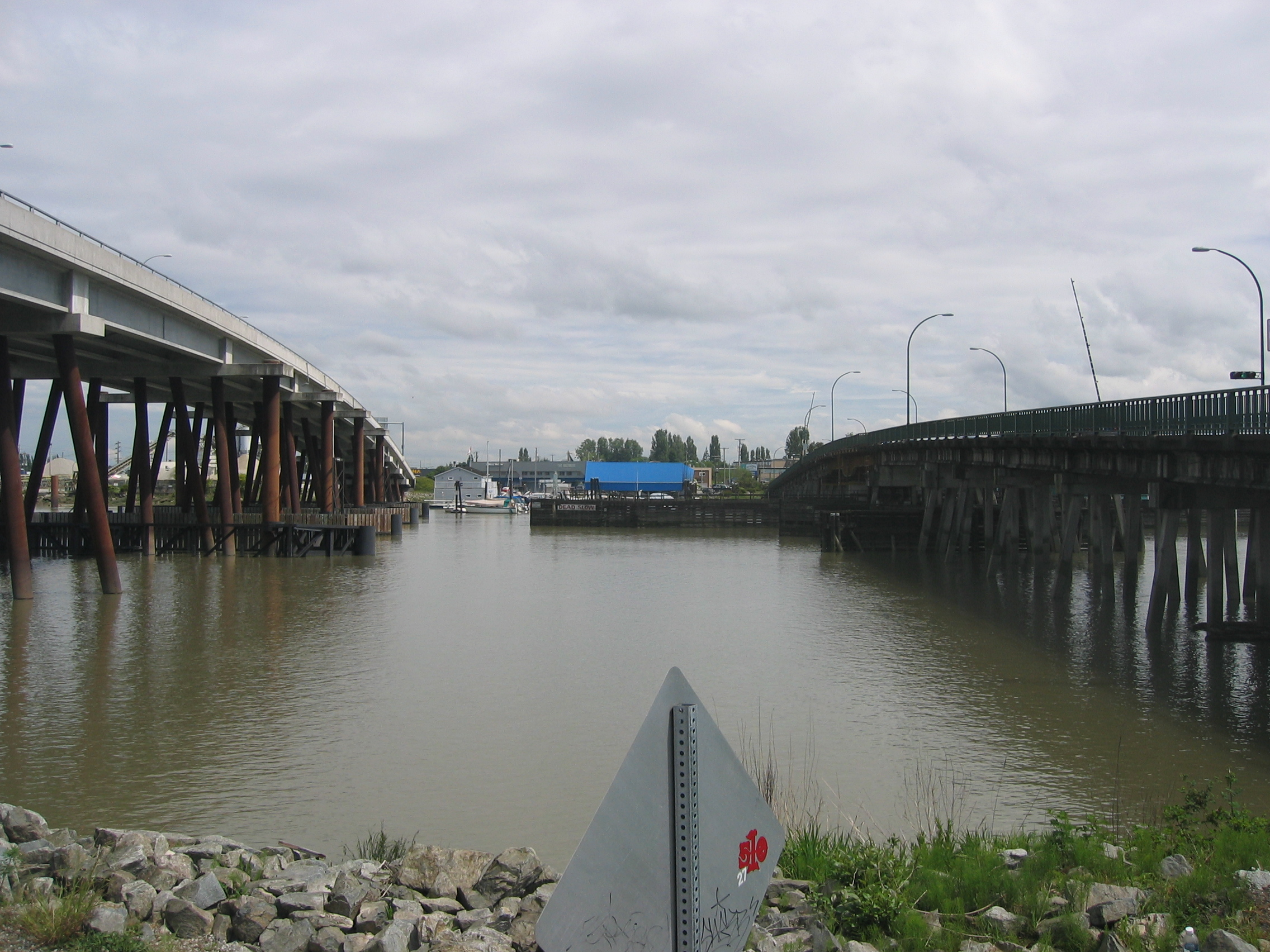
Moray bridge.

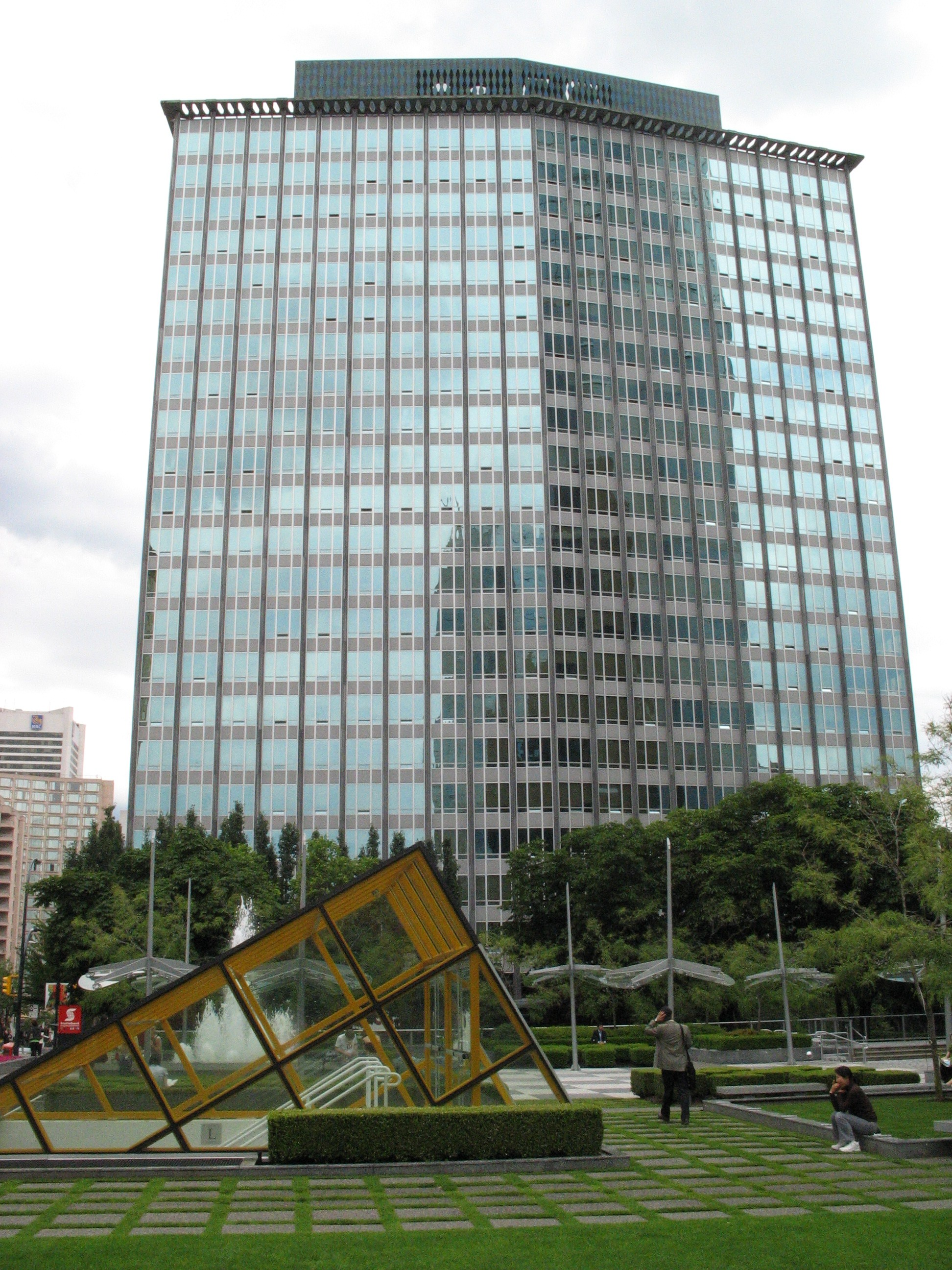
Electra Building de Vancouver

- Mise en service du  West Arm Bridge , pont routier cantilever en acier sur la Kootenay river situé à Nelson (Colombie-Britannique)[2].
- Mise en service, entre Port Coquitlam et Pitt Meadows, du  Pitt River Bridge , pont tournant, démoli en 2010[3].
- Mise en service du Moray Bridge, pont routier tournant dont la section mouvante fait 53 mètres de longueur,  à Richmond[4].
- Mise en service du Oak Street Bridge, pont routier en poutre qui franchit la  Fraser river entre Vancouver et Richmond[5].
- Mars 1957 : achèvement de l' Electra Building, immeuble de bureaux à structure métallique de 22 étages (89 mètres de hauteur), situé à Vancouver.
- 16 octobre : effondrement du Peace River Bridge, pont suspendu sur la Peace River[6].

## Naissances
- 17 mai : Todd Hardy (mort le 28 juillet 2010 à Whitehorse au Yukon), charpentier, syndicaliste et homme politique canadien. Député du Nouveau Parti démocratique du Yukon (NPD), il a été chef de l'opposition officielle à l'Assemblée législative du Yukon de 2002 à 2006.

- 17 juin à Victoria : Stephen Shellen, acteur canadien.

- 10 août à Port Alberni : Steve Cardiff (décédé le 6 juillet 2011) était un homme politique yukonnais .

- 26 août à Port Alberni : Rick Hansen, athlète paraplégique et militant canadien . Il est paralysé lors d'un accident à l'âge de 15 ans. À l'exemple de son ami Terry Fox, qui a tenté la traversée à pied du Canada après avoir perdu une jambe à cause d'un cancer, il a voyagé dans le monde en chaise roulante pour lever des fonds pour la recherche sur la moelle épinière et le handisport. Hansen a été porteur de la flamme olympique aux Jeux olympiques d'hiver de 2010.

- 22 novembre : Glen Clark, premier ministre de la Colombie-Britannique.

- 22 décembre : Carole James, chef du Nouveau Parti démocratique de la Colombie-Britannique.